# Dissulfiram
Dissulfiram (nomes comerciais: Antietanol, Antabuse, entre outros) é um medicamento usado no tratamento do etilismo (alcoolismo). Foi a primeira intervenção farmacológica aprovada pelo FDA e é comercializado com os nomes Antabuse e Antabus. Para ser eficiente, deve ser associado a acompanhamento psicológico, farmacêutico e ocupacional.

## Administração
A dose habitual é 250mg ou 500mg por dia, em regime de dose única diária, preferencialmente pela manhã, após um intervalo de pelo menos 12 horas de abstinência de álcool. Se causar sonolência, pode ser utilizado antes de dormir. Recomenda-se tomar por pelo menos 1 ano.

## Mecanismo de ação
O  dissulfiram (DSF) é um inibidor irreversível e inespecífico da enzima acetaldeído desidrogenase, que decompõe o álcool no estágio de acetaldeído.
O etanol (álcool) sofre uma biotransformação, através da enzima álcool desidrogenase, tornando-se um acetaldeído, que através da enzima acetaldeído desidrogenase, torna-se acetato. O acetato, através da enzima acetilCoA sintetase, torna-se acetil-CoA, podendo este entrar do ciclo dos ácidos tricarboxílicos (TCA) para formar ATP. Contudo, durante o metabolismo do etanol é produzido NADH, e a razão NADH/NAD+ é alterada. O excesso de NADH faz parar a o ciclo dos ácidos tricarboxílicos, havendo uma acumulação de acetilCoA. Este excesso de acetilCoA pode ser desviado para a síntese de corpos cetónicos, isto é, há novamente a produção de acetato que dá origem a acetona e/ou ao ácido beta-hidroxibutírico. Como a acetona é altamente volátil, é normal que o hálito de uma pessoa que consuma álcool etílico tenha um odor característico a acetona.
O fármaco age inibindo a enzima acetaldeído desidrogenase, dessa forma, ocorre um acúmulo de acetaldeído, causando vasodilatação  em pacientes que consomem o etanol, sendo assim, a interação álcool-dissulfiram pode causar queda da pressão arterial, taquicardia, náusea, vômito, confusão mental, fraqueza, rubor, sudorese e cefaleia. Quanto maior o consumo de álcool e dissulfiram piores os efeitos adversos observados, ou seja, há uma relação dose-dependente, categorizados como "efeito antabuse" ou efeito dissulfiram.  O efeito do dissulfiram pode durar duas semanas após sua administração.

## Efeito dissulfiram
Em farmacologia, a expressão "efeito dissulfiram" ou "efeito antabuse" se refere à hipersensibilidade ao álcool em que ocorre  uma interação a um medicamento específico, como o dissulfiram. Os sintomas são depressão respiratória, arritmias cardíacas e convulsões, o que pode levar ao óbito. Metronidazol, tinidazol, trimetoprim-sulfametoxazol, griseofulvina, fenacetina, fenilbutazona, cefamandol, cefoperazona, cefotetano, cloranfenicol, isoniazida, nitrofurantoína, sulfametoxazol, isossorbida, nitroglicerina, clorpropamida, glibenclamida, tolazamida, tolbutamida são exemplos de fármacos que interagem com álcool produzindo o efeito antabuso. Também, outro medicamento que pode causar o efeito é a isotretinoína, utilizado no tratamento de acne.

## Contraindicações
Os medicamentos, bebidas e alimentos (incluindo vinagre, bombons com licor etc.) e formas farmacêuticas líquidas e semissólidas de uso oral e tópico (loção para barba, perfumes, antissépticos orais, xaropes, elixires etc.) que possuem teor relevante de etanol devem ser evitados ou avaliados. Também, os medicamentos que contenham metronidazol e paraldeído não podem ser administrados concomitantemente ao dissulfiram.

## No Brasil
No Brasil, o dissulfiram era vendido sob o nome comercial Antietanol e produzido pela farmacêutica francesa Sanofi, até ser descontinuado em 14 de outubro de 2019 por decisão da própria Sanofi, que levou em conta motivos estritamente logísticos e comerciais – o fármaco era vendido a baixo custo. Um inquérito civil que questionava a descontinuação do medicamento foi arquivado pelo Ministério Público Federal em 2023, que argumentou que mesmo com preços significativamente mais altos, a naltrexona (no Brasil, vendida sob os nomes comerciais Revia e Uninaltrex) representaria uma alternativa terapêutica, pois a "indicação de bula [da naltrexona] é a mesma do Antietanol", sem levar em conta o mecanismo de ação distinto entre os dois medicamentos.